# مارتین (کارولینای جنوبی)
مارتین (به انگلیسی: Martin) یک منطقهٔ مسکونی در ایالات متحده آمریکا است که در شهرستان آلندیل، کارولینای جنوبی واقع شده‌است. مارتین ۲۸٫۰۴ متر بالاتر از سطح دریا واقع شده‌است.